# Slavče
Slavče település Csehországban, a České Budějovice-i járásban. Slavče Trhové Sviny, Ločenice, Čížkrajice, Kamenná, Soběnov, Benešov nad Černou és Besednice településekkel határos. Lakosainak száma 723 fő (2024. január 1.).

## Népesség
A település lakosságának változását az alábbi diagram mutatja:
| Lakosok száma | 1056 | 1253 | 1291 | 751  | 524  | 515  | 657  | 687  | 702  | 723  |
|               | 1869 | 1890 | 1921 | 1950 | 1980 | 2001 | 2017 | 2019 | 2022 | 2024 |